# Obolon (métro de Kiev)
Obolon (ukrainien : Оболонь) est une station de la ligne Obolonsko-Teremkivska (M2) du métro de Kiev. Elle est située dans le raïon d'Obolon de la ville de Kiev en Ukraine.
Mise en service en 1980, elle est desservie par les rames de la ligne M2. Le service est arrêté ou perturbé depuis l'invasion de l'Ukraine par la Russie en 2022.

## Situation sur le réseau
Établie en souterrain, la station Obolon, est une station, de passage, de la Ligne Obolonsko-Teremkivska (M2) du métro de Kiev. Elle est située, entre la station Minska, en direction du terminus nord Heroïv Dnipra, et la station Pochaina, en direction du terminus sud, Teremky.
Elle dispose d'un quai central encadré par les deux voies de la ligne.

## Histoire
La station, alors dénommée Prospekt Korneïtchouka, est mise en service le 19 décembre 1980, lors de l'ouverture à l'exploitation, les 4,4 km de la section de Chervona Ploscha à Prospekt Korniichuka, nouveau terminus nord de la ligne. Elle est réalisée par les architectes T. Tselikovskaya, A. Krushinsky, A. Pratsyuk et F. Zaremba,.
Le 6 novembre 1982, elle devient une station de passage, lors de l'ouverture à l'exploitation des 2,2 km du prolongement de la ligne jusqu'à Heroïv Dnipra, le nouveau terminus nord. Elle est renommée Obolon à une date indéterminée.
Lors de l'invasion russe de 2022, la station sert d'abri pour des dizaines d'habitants.

La station utilisée comme abri anti-bombe en 2022
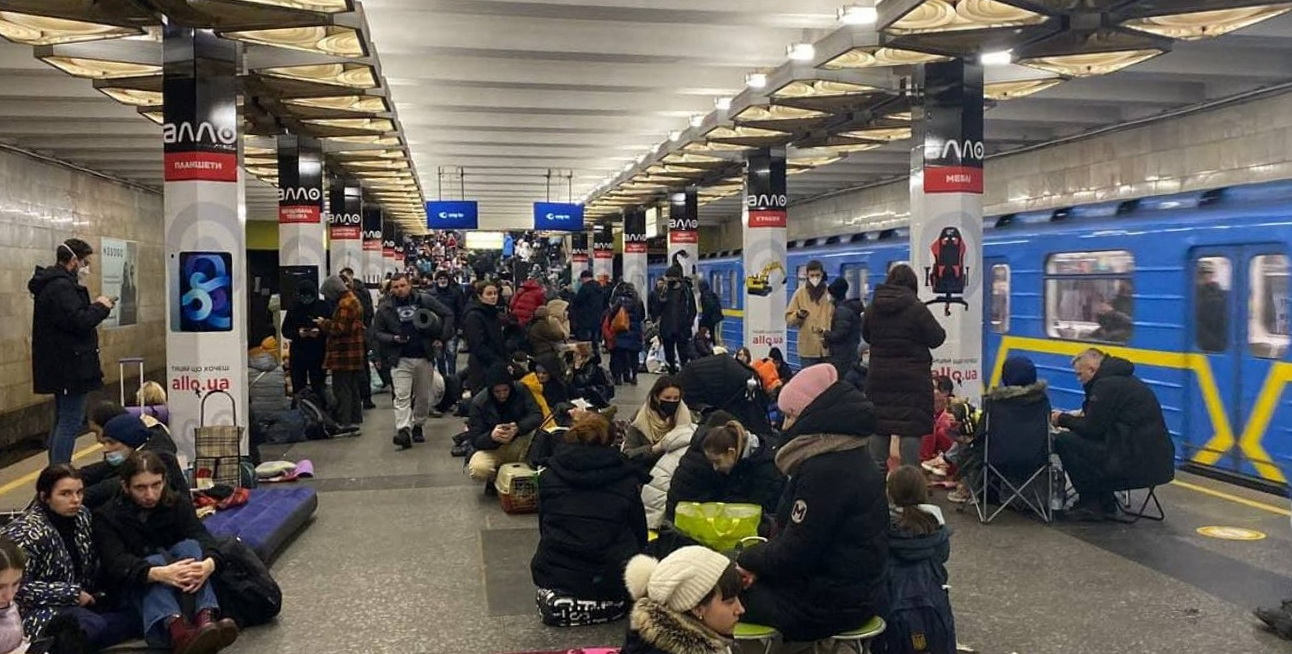

## Services aux voyageurs

### Desserte
Obolon, est desservie par les rames de la ligne Obolonsko-Teremkivska (M2).

Installations et desserte
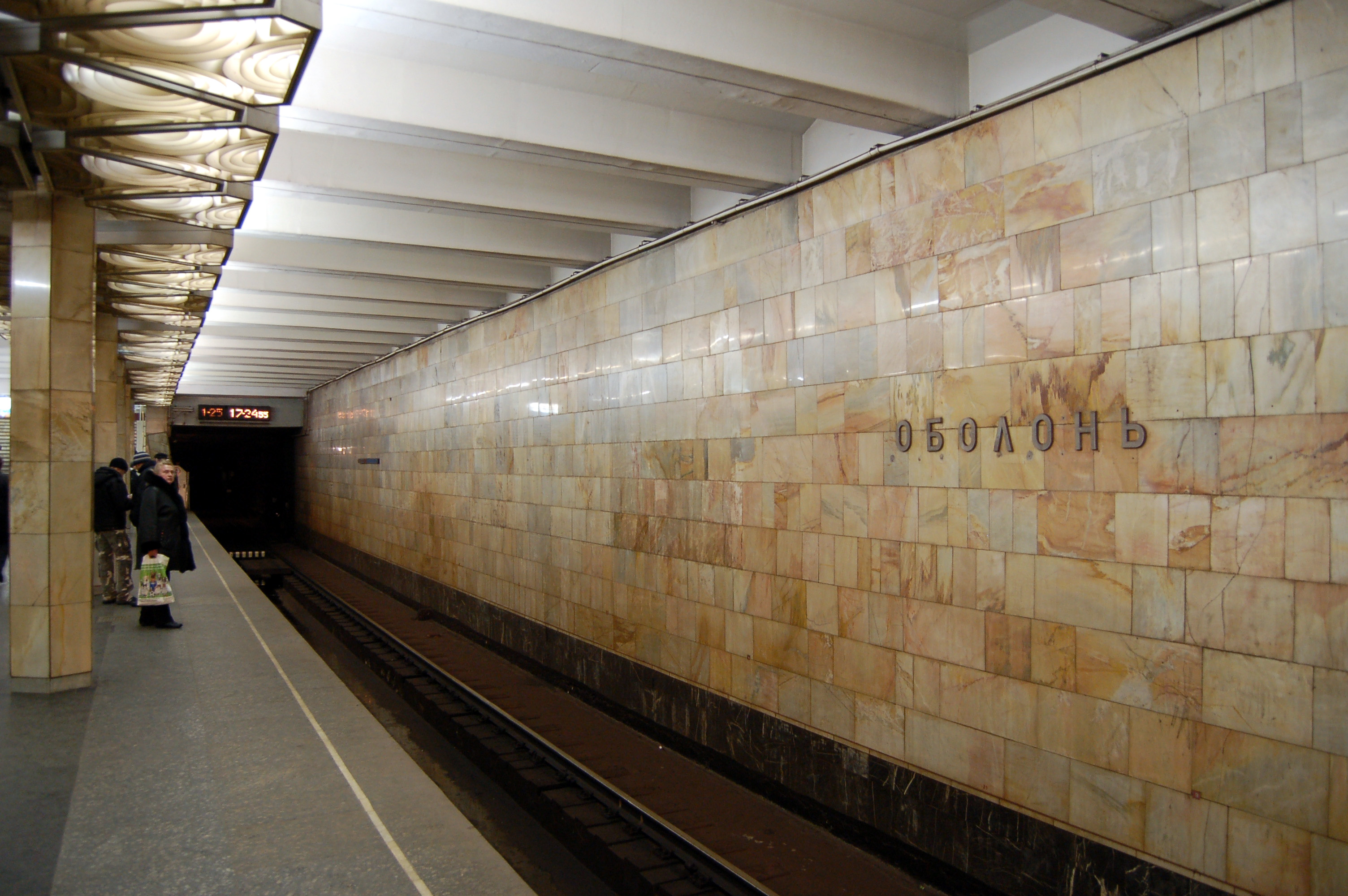
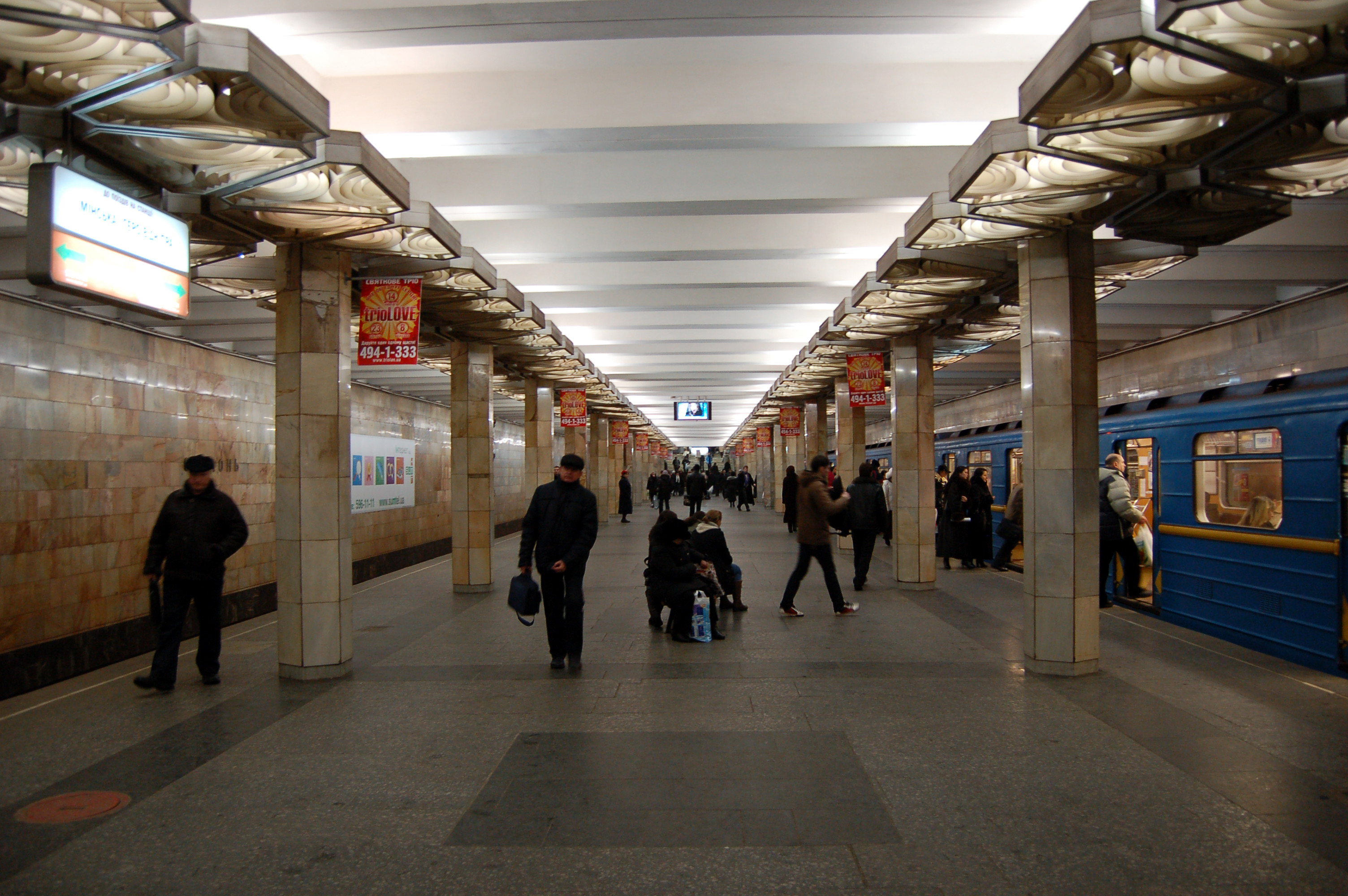
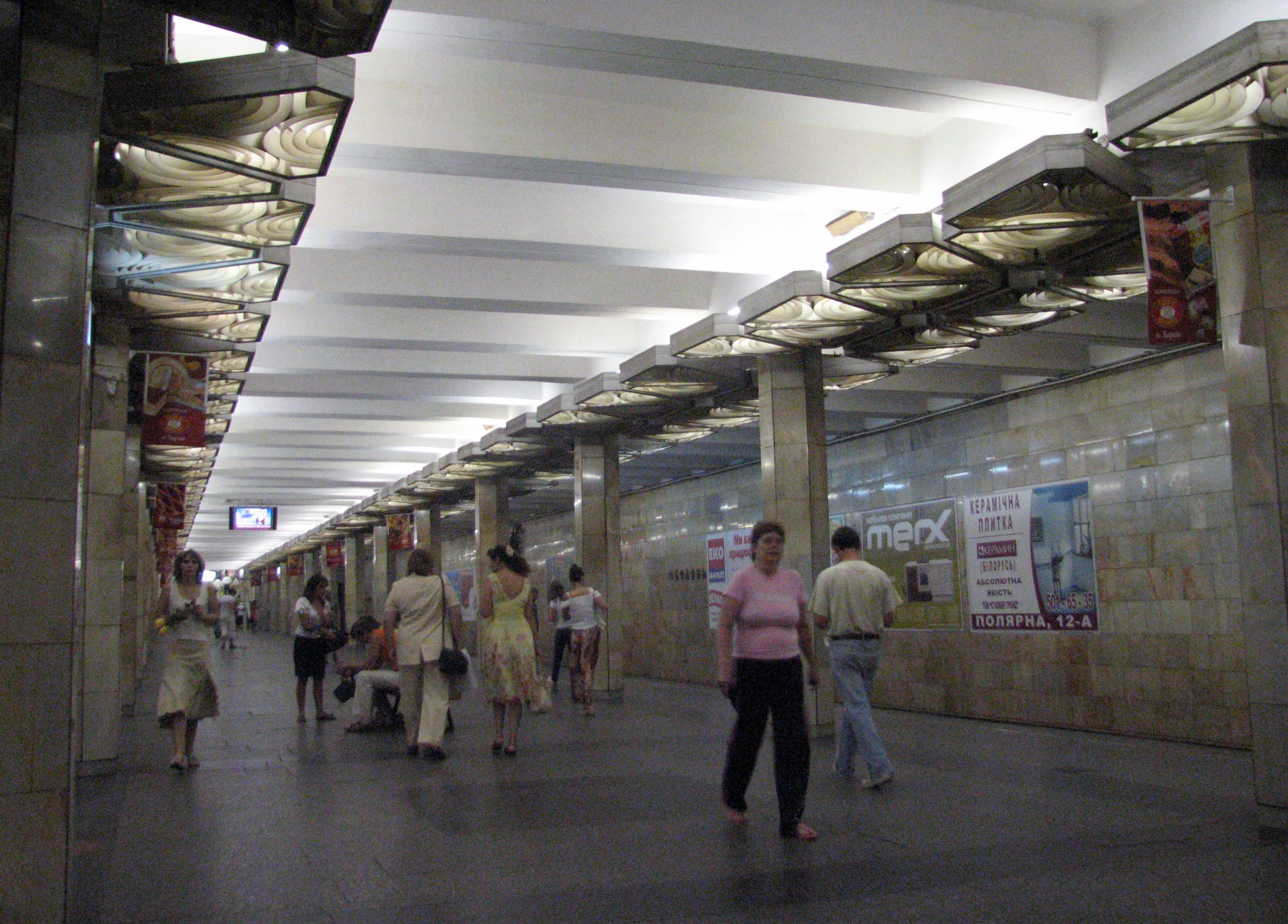